# Lyo et Merly
Lyo et Merly sont les mascottes officielles des premiers Jeux olympiques de la jeunesse d'été de 2010 qui se sont tenus à Singapour. Lyo est un lion rouge qui symbolise la joie de vivre et l’énergie alors que Merly est une merlion bleue qui représente le respect et l’amitié.
Elles ont été dévoilées le 21 novembre 2009.
Le duo représente plusieurs valeurs olympiques (telles que l'excellence) et les traits de Singapour (connue comme la ville du Lion). Avant et pendant les Jeux olympiques de la jeunesse, Lyo et Merly sont apparus dans des activités scolaires, des événements et des expositions itinérantes.

## Origine des noms
Lyo est le sigle (LYO) de « Lion des Jeux olympiques de la Jeunesse », tandis que Merly combine le mot « mer » avec les lettres L et Y  pour « vivant » ("liveliness")  et « jeunesse » ("youthfulness").

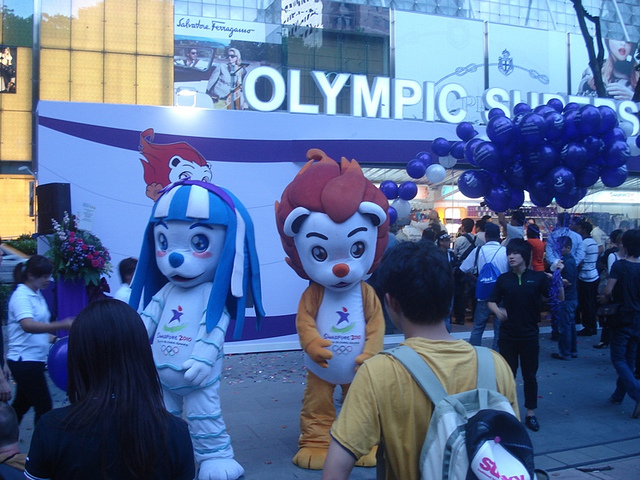
Lyo et Merly, à l'ouverture officielle de l'hypermarché Olympiques de la Jeunesse en face de Ngee Ann City le 5 mai 2010

## Développement
Au début de 2009, sept propositions finales du design de la mascotte ont été soumis au comité d'organisation des Jeux olympiques de la jeunesse de Singapour (SYOGOC). Parmi les sept, la proposition de Cubix International a finalement été sélectionné. L'entreprise avait d'abord cherché à développer des mascottes de robots, avec l'intention de mettre en valeur Singapour en tant que  « pays technologiquement avancé ». Cependant, la recherche sur les mascottes olympiques a incité à s'éloigner du thème de robot et se concentrer sur les mascottes animales. La société a déclaré qu'elle souhaitait développé un duo  « qui ont des personnalités contrastées mais complémentaires». Le directeur créatif Frankie Yeo Malachie, a été engagé pour transformer les dessins des mascottes vers les modèles actuels.
La conception des mascottes a pris environ six mois. La mousse a été choisie comme matériau principal. Les costumes des mascottes sont lourdes, la tête de Lyo pesant 8 kg et celle de Merly a un poids de 6 kg. Certaines parties du processus de production des mascotte ont été diffusées dans le documentaire, « Beyond Gold: The Journey to the first Youth Olympic Games », qui a été commandée par le comité d'organisation des Jeux olympiques de la jeunesse de Singapour.

## Promotion
Les deux mascottes ont été officiellement présentés par le ministre du développement Communautaire, de la Jeunesse et des Sports le Dr Vivian Balakrishnan, le 21 novembre 2009 à Suntec City. Il a fait remarquer que le duo est  « un jeu intéressant sur le feu et l'eau ». Il a ajouté : « il y a des aspects [des mascottes], qui identifie clairement le plus les Singapouriens, mais vraiment ce que nous souhaitons, c'est que les mascottes seront adoptés par les Singapouriens ainsi que les visiteurs qui viennent ».
Lyo et Merly ont également été largement présentés dans des souvenirs vendus à l'hypermarché officiel des Jeux olympiques de la jeunesse en face du centre commercial Ngee Ann City, la rue commerçante de Singapour ainsi que les sites de compétition. 
Les athlètes masculins médaillés aux Jeux sont présentés avec une peluche de Lyo lors des cérémonies de victoire, et les athlètes féminine reçoivent une peluche de Merly. Quatre timbres-poste représentant les mascottes mettant en avant le Programme Culture et Éducation des Jeux (CPE) et les sports olympiques ont également été lancés par le SYOGOC et Singapor Post.
Lyo et Merly sont également apparue sur trois pièces publiées par l'Autorité monétaire de Singapour pour commémorer les Jeux. Une fresque du duo a été réalisée par l'artiste Charlene Tenio et a été présentée lors d'une soirée tenue à l'hôtel partenaire officiel Fairmont Singapore pour commémorer le compte à rebours des 150 jours avant les Jeux.